# 李柬
李柬（？—？），字休贤，陇西狄道（今甘肃省临洮县）人，是凉武昭王的玄孙，西凉骁骑将军、祈连酒泉晋昌三郡太守李翻的曾孙，北魏使持节、侍中、都督西垂诸军事、镇西大将军、开府仪同三司、领护西戎校尉、沙州牧、并州刺史、敦煌宣公李宝的孙子，北魏使持节、安南将军、怀相荆秦四州刺史兼都官尚书、泾阳昭子李佐的儿子，李伯钦、李遵、李神俊、李儁公的兄弟。
李柬被郡里任命为功曹，因为父亲李佐去世而离职，终身不吃酒肉，屏客独居在家乡。魏孝明帝初年，司空、任城王元澄称道李柬的德操志尚，以李柬为参军事，不久李柬转任司徒外兵参军，历任任城郡、济北郡二郡太守。魏孝庄帝初年，李柬转任镇远将军、济州刺史。李柬去世后，朝廷赠予安北将军、殿中尚书、相州刺史。李柬的儿子李经官至司徒谘议参军、行豫州事，兴和初年，定以妖言之罪被赐死。

## 家族
陇西李氏世系图